# Pec pod Sněžkou
Pec pod Sněžkou är en stad i Tjeckien.   Den ligger i distriktet Okres Trutnov och regionen Hradec Králové, i den norra delen av landet, 110 km nordost om huvudstaden Prag. Pec pod Sněžkou ligger 788 meter över havet och antalet invånare är 608.
Terrängen runt Pec pod Sněžkou är huvudsakligen kuperad, men norrut är den bergig. Runt Pec pod Sněžkou är det ganska tätbefolkat, med 58 invånare per kvadratkilometer. Närmaste större samhälle är Trutnov, 19,4 km sydost om Pec pod Sněžkou. I omgivningarna runt Pec pod Sněžkou växer i huvudsak blandskog.